# Camera a canne
La camera a canne (o camera-canna, o camorcanna, o soffitto/volta in canniccio/cannucciato/cannicciato/incannucciato, in area emiliana  arelle o arellato ) è una tecnica costruttiva usata in passato nei fabbricati con solai in legno. È detta anche tecnica dell'incannicciata e anche, in area vicentina, solaio Italia.

## Realizzazione
Si ha una camera a canne quando si realizza una soffittatura (o una contro-soffittatura), piana o curva, con un cannicciato (graticcio, stuoia di canne, arella) fissato, tramite chiodi a testa larga (di solito quadrata) e fili di rame, alle centine e alle assi lignee che costituiscono la struttura principale. Lo stuoiato di canne fa da supporto a un rivestimento finale realizzato con l'applicazione di più strati di intonaco (a base di calce o gesso), in modo da creare una superficie il cui lato inferiore (intradosso) è destinato a essere tinteggiato, affrescato, decorato (a pittura o a stucco), ecc. 
Potevano essere usate canne palustri del diametro di circa 5 millimetri (una volta private del fogliame di rivestimento): queste venivano accostate e tenute insieme con un intreccio di giunchi flessibili. Le canne comuni, invece, di assai maggior grandezza (diametro di circa 20-25 mm, una volta liberate dal rivestimento fogliare), venivano spaccate in 2-4 parti in senso longitudinale, a formare lunghi listelli, leggermente curvi, larghi circa 2 centimetri. I listelli venivano poi intrecciati in un ordito perpendicolare a formare quel tipo di grata che è detta “arella” o “arellato”.
L'uso di un intonaco di consistenza piuttosto liquida permetteva la penetrazione del materiale tra gli interstizi del graticcio, in modo da creare una sorta di struttura armata leggera. A volte, grate e stuoaiti in canne venivano intonacati anche sul lato superiore (l'estradosso), una scelta che serviva a garantire maggior protezione.

## Diffusione e fortuna
Questa soluzione si trova spesso nei piani di sottotetto, il cui solaio di soffittatura non è destinato all'uso e al calpestio ed è perciò spesso costituito da un semplice cannicciato irrigidito dall'intonaco. Con superfici curve, si possono realizzare copertura a volta leggera (detta anche "falsa volta", per l'assenza di materiali litici o laterizi) che non aggrava il peso sulla struttura portante.  
Volte e soffittature in cameracanna sono molto diffuse in chiese, teatri, dimore signorili, edifici storici e realizzazioni monumentali dell'architettura italiana, già a partire dal Duecento e dal Trecento. Diffusasi anche in Francia a partire dal Cinquecento, ha avuto un particolare successo nell'Ottocento, grazie al fatto che le superfici curve e voltate erano più congeniali ai gusti estetici e decorativi dell'epoca rispetto ai solai piani. 
Era inoltre diffusa nell'edilizia comune quale controsoffitto, con le stuoie di canne direttamente inchiodate all'intradosso dei travetti portanti del solaio, o come parete divisoria, sostenuta da un'esile struttura lignea di pilastrini e travicelli.